# 聯合國駐黎巴嫩臨時部隊
联合国驻黎巴嫩临时部队（阿拉伯语：‎，希伯來語：‎ ）是一支根据联合国安全理事会第425号决议和第426号决议于1978年3月19日成立的联合国部隊，該部隊主要駐扎在黎巴嫩。
2006年黎巴嫩戰爭后，联合国安理会讓聯合國駐黎巴嫩臨時部隊承擔了更多地責任，聯合國駐黎巴嫩臨時部隊除了要完成原有的任务外，還要监督停火；監督黎巴嫩武裝部隊在黎巴嫩南部各地的部署；向平民提供人道主义援助以及協助流离失所者返回家园。